# Ignaz Franz Wörle
Ignaz Franz Wörle (Vils, 30 luglio 1710 – Bolzano, 22 aprile 1778) è stato un organaro austriaco.

## Biografia
Ignaz Franz Wörle, nato a Vils nel Tirolo, si formò prima a Graz e poi con l'organaro con Franz Ehinger a Bolzano, dove si stabilì nel 1743. Fu uno dei più importanti costruttori di organi dell'area sudtirolese della seconda metà del XVIII secolo. 

I suoi figli Domenico (Bolzano, 3 agosto 1748 - ivi, 12 maggio 1781) e Simone (Bolzano, 21 maggio 1753 - ivi, 21 aprile 1809) proseguirono l'attività di organari soltanto con lavori di manutenzione e riparazione. 

Wörle ebbe come collaboratore dal 1760 il bolzanino Joseph Werner (1725-1796), che dopo la sua morte svolse soltanto alcuni lavori di manutenzione e riparazione.

Dal punto di vista fonico e costruttivo i suoi strumenti, in genere a una tastiera, mostrano un'impostazione tipicamente austro-tedesca, pur includendo qualche elemento dell'organaria italiana, come per esempio il registro di Fiffaro (Voce umana) 8' (nei soprani) presente nell'organo di S. Nicolò a Caldaro.

Fu probabilmente in rapporti di parentela con l'organaro Johann Conrad Werle (1701-1777), nativo anch'egli di Vils, che visse e operò a Roma nel XVIII secolo.

## Organi
- Nauders (Austria), Mariahilfkirche, ca. 1749-50
- Oetz (Austria), 1750
- Cornaiano (Girlan), 1750
- Caldaro (Kaltern), S. Nicolò, ca. 1750
- San Lorenzo di Sebato (St. Lorenzen), Hl. Kreuz in Fronwies, ca. 1750-51
- Marlengo (Marling), prima del 1754
- Santuario di Pietralba (Maria Weißenstein), 1754 (dal 1788 ca. a Verla di Giovo, Santa Maria Assunta)
- Tirolo (Dorf Tirol), 1756
- Cirlano (Tschirland), ca. 1757-58
- Tesimo (Tisens), 1760
- Auna di Sotto (Unterinn), St. Sebastian in Eschenbach, 1761
- Ortisei (St. Ulrich in Gröden), 1762
- Maria Luggau (Austria), 1767
- S. Elena in Val d'Ultimo (St. Helena in Ulten), 1767
- Caldaro (Kaltern), S. Antonio da Padova (chiesa dei Francescani), 1766-68
- Bolzano (Bozen) Gries, parrocchiale, 1770-72 (dal 1814 a Nals)
- Maria Waldrast (Austria), 1772-73
- Castel Wolfsthurn (Schloss Wolfthurn)
- Castelrotto (Kastelruth), parrocchiale
- Fiè allo Sciliar (Völs am Schlern), parrocchiale
- Bolzano (Bozen), chiesa dei Domenicani, organo per il coro (oggi a Soprabolzano/Oberbozen, Assunzione di Maria)
- Pinzano di Montagna (Pinzon), S. Stefano
- Castel Campegno (Kampenn)
- Fiè allo Sciliar (Völs am Schlern), S. Margherita
- Siffiano di Renon (Siffian), organo positivo ·
- Lana, S. Anna, organo positivo da tavolo.